# Acrhelia horrescens
Espèce
Statut CITES
Acrhelia horrescens est une espèce de coraux appartenant à la famille des Oculinidae.